# サーバント作戦
サーバント作戦（サーバントさくせん）は、イギリス空軍の航空作戦である。
バーンズ・ウォリス博士が考案したハイボール爆弾をモスキートに搭載して、ノルウェーのフィヨルドに潜んでいたドイツ軍戦艦ティルピッツを撃沈するのが目的であった。
しかしながら、モスキートが十分な機数準備できなかったために作戦は中止された。